# تشدید فانو

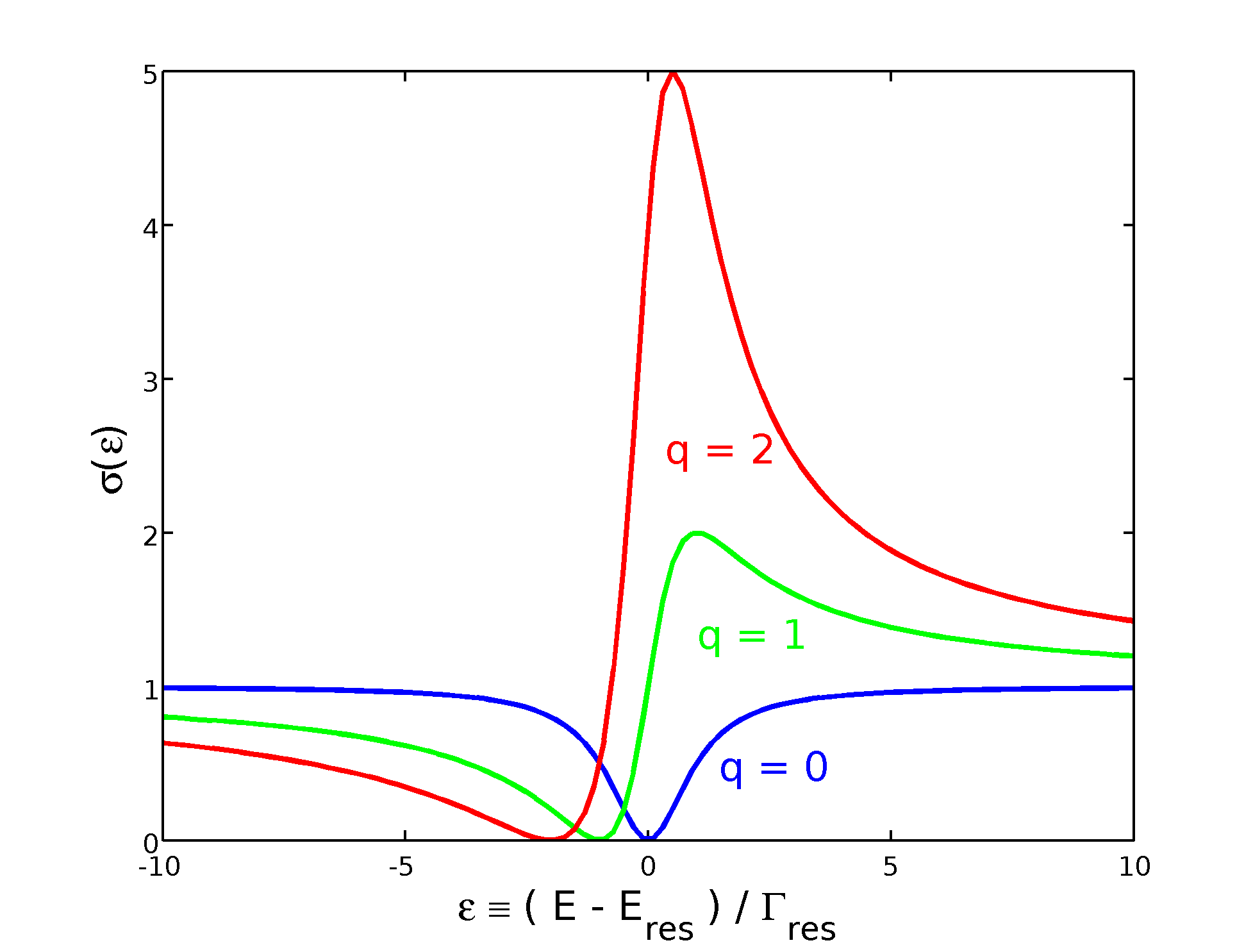
نمایی از نمودار «مقطع پراکندگی» در مقابل «انرژی طبیعی‌شده» برای مقادیر مختلف پارامتر q، که شکل خط فانو نامتقارن را نشان می‌دهد.

تشدید فانو (Fano resonance )یکی از پدیده های مهم فیزیکی است که اولین بار توسط آقای فانو(Ugo Fano) به عنوان یک تداخل کوانتومی در جفتشدگی یک حالت گسسته با یک حالت پیوسته مطرح شد، و کاربردهای فراوانی در طیف نگاری، سوئیچ های نوری، موجبرهای کم اتلاف، اپتیک غیرخطی و حسگرهای شیمیایی و زیستی یافته است . در یک ساختار متشکل از اتم و مد پلاسمونی، با توجه به پهنای بزرگ طیفی مد پلاسمونی و پهنای کم جذب اتمی، تشدید فانو مشاهده میشود، و تقویت چشمگیر میدان موضعی را در ساختارهای پالسمونی به همراه دارد. میتوان از تشدید فانوی حاصل از جفت‌شدگی اتمهای فلز قلیایی با پلاسمون پلاریتونهای سطحی و جایگزیده در کاربردهایی چون سوئیچ تمام نوری و حسگر بهره گرفت.
به منظور تحلیل رفتار تشدید نامتقارن فانو، تاکنون در مدلهای مختلفی مورد بررسی قرار گرفته. از جمله این روشها میتوان به مدل مبتنی بر ماتریس پراکندگی  و یا مدل دو نوسانگر کلاسیکی جفت شده اشاره کرد انتخاب هر مدل بستگی به اهداف مورد نظر در هر کاربرد دارد.

## توضیح
شکل خط تشدید Fano به دلیل تداخل بین دو دامنه پراکندگی است ، یکی به دلیل پراکندگی در یک پیوستار حالت (روند پس زمینه) و دوم به دلیل تحریک حالت گسسته (فرایند تشدید). انرژی حالت تشدید باید در محدوده انرژی حالت های پیوستار (پس زمینه) باشد تا اثر رخ دهد. نزدیک به انرژی تشدید ، دامنه پراکندگی پس زمینه به طور معمول با انرژی به آرامی تغییر می کند در حالی که دامنه پراکندگی تشدید هم از نظر اندازه و هم به سرعت تغییر می کند. همین تنوع است که نمای نامتقارن را ایجاد می کند.
برای انرژی های دور از انرژی تشدید  {\displaystyle E_{\mathrm {res} }}، روند پراکندگی پس زمینه حاکم است.برای {\displaystyle 2\Gamma _{\mathrm {res} }}ازانرژی تشدید ، فاز دامنه پراکندگی تشدید با{\displaystyle \pi } تغییر می کند. این تغییر سریع فاز است که شکل نامتقارن را ایجاد می کند.
Fano نشان داد که سطح مقطع پراکندگی کل {\displaystyle \sigma } فرم زیر را به خود می گیرد ،
{\displaystyle \sigma \approx {\frac {\left(q\Gamma _{\mathrm {res} }/2+E-E_{\mathrm {res} }\right)^{2}}{\left(\Gamma _{\mathrm {res} }/2\right)^{2}+\left(E-E_{\mathrm {res} }\right)^{2}}}}
جایی که{\displaystyle \Gamma _{\mathrm {res} }} عرض خط انرژی تشدید را توصیف می کند وq، پارامتر Fano ، نسبت پراکندگی تشدید به دامنه پراکندگی مستقیم (پس زمینه) را اندازه گیری می کند. (این با تفسیر تئوری Feshbach – Fano partitioning سازگار است.) درصورت از بین رفتن دامنه پراکندگی مستقیم ، پارامترqصفر می شود و فرمول Fano تبدیل می شود به:
{\displaystyle \sigma (q=0)\approx {\frac {\left(E-E_{\mathrm {res} }\right)^{2}}{\left(\Gamma _{\mathrm {res} }/2\right)^{2}+\left(E-E_{\mathrm {res} }\right)^{2}}}}
با نگاه کردن به انتقال نشان می دهد که این آخرین عبارت به فرمول مورد انتظار Breit-Wigner (Lorentzian) خلاصه می شود.
{\displaystyle 1-\sigma (q=0)\approx {\frac {\left(\Gamma _{\mathrm {res} }/2\right)^{2}}{\left(\Gamma _{\mathrm {res} }/2\right)^{2}+\left(E-E_{\mathrm {res} }\right)^{2}}}=f(E;E_{\mathrm {res} },\Gamma _{\mathrm {res} }/2,1)},سه پارامتر تابع لورنتس (توجه داشته باشید که تابع چگالی نیست و با 1 ادغام نکنید زیرا دامنه {\displaystyle I}  آن 1 است و {\displaystyle 2/\pi \Gamma _{\mathrm {res} }} نیست)

## مثال
نمونه هایی از تشدید فانو را می توان در فیزیک اتمی ، فیزیک هسته ای ، ماده متراکم یافت مدارهای الکتریکی فیزیک ، الکتریکی ، مهندسی مایکروویو ، اپتیک غیرخطی ، نانوفوتونیک ، فراموادی مغناطیسی و در امواج مکانیکی